# Skysurfer - Le cinque stelle della galassia
Skysurfer - Le cinque stelle della galassia (Skysurfer Strike Force) è una serie televisiva animata statunitense del 1995, sviluppata da Ted Pedersen e Mark Jones.
Co-prodotta da Ruby-Spears Productions e Ashi Productions, la serie vede protagonista la squadra di cinque supereroi titolare costituita dai guardiani della Terra che usano i poteri del volo e del cielo per le loro crociate contro il male.
La serie è stata trasmessa per la prima volta negli Stati Uniti in syndication, all'interno di Amazin' Adventures, dal 10 settembre 1995 al 26 ottobre 1996, per un totale di 26 episodi ripartiti su due stagioni. In Italia è stata trasmessa su Italia 1, all'interno di Ciao Ciao, dal 21 novembre 1998.

## Episodi
| Stagione         | Episodi | Prima TV USA | Prima TV Italia |
| ---------------- | ------- | ------------ | --------------- |
| Prima stagione   | 13      | 1995         | 1998            |
| Seconda stagione | 13      | 1996         | 1999            |